# Timo Pärssinen
Timo Pärssinen (* 19. Januar 1977 in Lohja) ist ein ehemaliger finnischer Eishockeyspieler, der über viele Jahre beim Timrå IK in der schwedischen Elitserien sowie bei HPK Hämeenlinna, HIFK Helsinki und den Pelicans in der Liiga aktiv war.

## Karriere
Pärssinen startete seine Karriere in der Saison 1994/95 beim Verein TuTo Turku in der finnischen SM-liiga. Dort spielte er drei Saisons, die letzte allerdings aufgrund eines Abstiegs der Mannschaft in der 1. Division. In der Saison 1997/98 wechselte er für ein Jahr zum Verein Kokkolan Hermes, ebenfalls in der 1. Division und spielte danach wieder von 1998 bis 2001 in der SM-liiga mit dem Verein HPK Hämeenlinna. 1999 gewann Pärssinen als bester Rookie der Saison die Trophäe Jarmo Wasaman muistopalkinto. In der Saison 2001/02 spielte Pärssinen zum ersten und einzigen Mal in Nordamerika, nachdem er beim NHL Entry Draft 2001 in der vierten Runde als 102. von den Mighty Ducks of Anaheim ausgewählt worden war. In der NHL mit den Mighty Ducks of Anaheim und in der American Hockey League mit den Cincinnati Mighty Ducks. Nach dieser mehr oder weniger erfolgreichen Saison wechselte er wieder für drei Jahre in die finnische SM-liiga zu HIFK Helsinki. Die Spielzeit 2003/04 stellte einen Höhepunkt in seiner nationalen Karriere dar, als der Finne ins All-Star-Team der SM-liiga gewählt und mit mehreren Trophäen für seine individuellen Leistungen gewürdigt wurde. Unter anderem erhielt er die Lasse-Oksanen-Trophäe als bester Spieler der regulären Saison und die Veli-Pekka-Ketola-Trophäe als Topscorer. In der Saison 2005/06 spielte er in der Schweizer Nationalliga A beim EV Zug. Im Anschluss wurde er von Timrå IK aus der Elitserien verpflichtet, für die er bis 2012 spielte.

### International
International spielte Pärssinen mit der finnischen Nationalmannschaft bei den Weltmeisterschaften in den Jahren 2001, 2002, 2004, 2005 und 2007. Dabei gewann er zwei Silbermedaillen und belegte einen 4., 6. und zwei Mal den 7. Platz.

## Erfolge und Auszeichnungen
| - 1999 Jarmo Wasaman muistopalkinto - 2001 Silbermedaille bei der Weltmeisterschaft - 2004 SM-liiga All-Star Team - 2004 Veli-Pekka-Ketola-Trophäe | - 2004 Aarne-Honkavaara-Trophäe - 2004 Lasse-Oksanen-Trophäe - 2004 Kultainen kypärä - 2007 Silbermedaille bei der Weltmeisterschaft |

## Karrierestatistik

### International
Vertrat Finnland bei:
- Weltmeisterschaft 2001
- Weltmeisterschaft 2002
- Weltmeisterschaft 2004
- Weltmeisterschaft 2005
- Weltmeisterschaft 2007

(Legende zur Spielerstatistik: Sp oder GP = absolvierte Spiele; T oder G = erzielte Tore; V oder A = erzielte Assists; Pkt oder Pts = erzielte Scorerpunkte; SM oder PIM = erhaltene Strafminuten; +/− = Plus/Minus-Bilanz; PP = erzielte Überzahltore; SH = erzielte Unterzahltore; GW = erzielte Siegtore; 1 Play-downs/Relegation; Kursiv: Statistik nicht vollständig)